# Trang viên ở Wojbórz

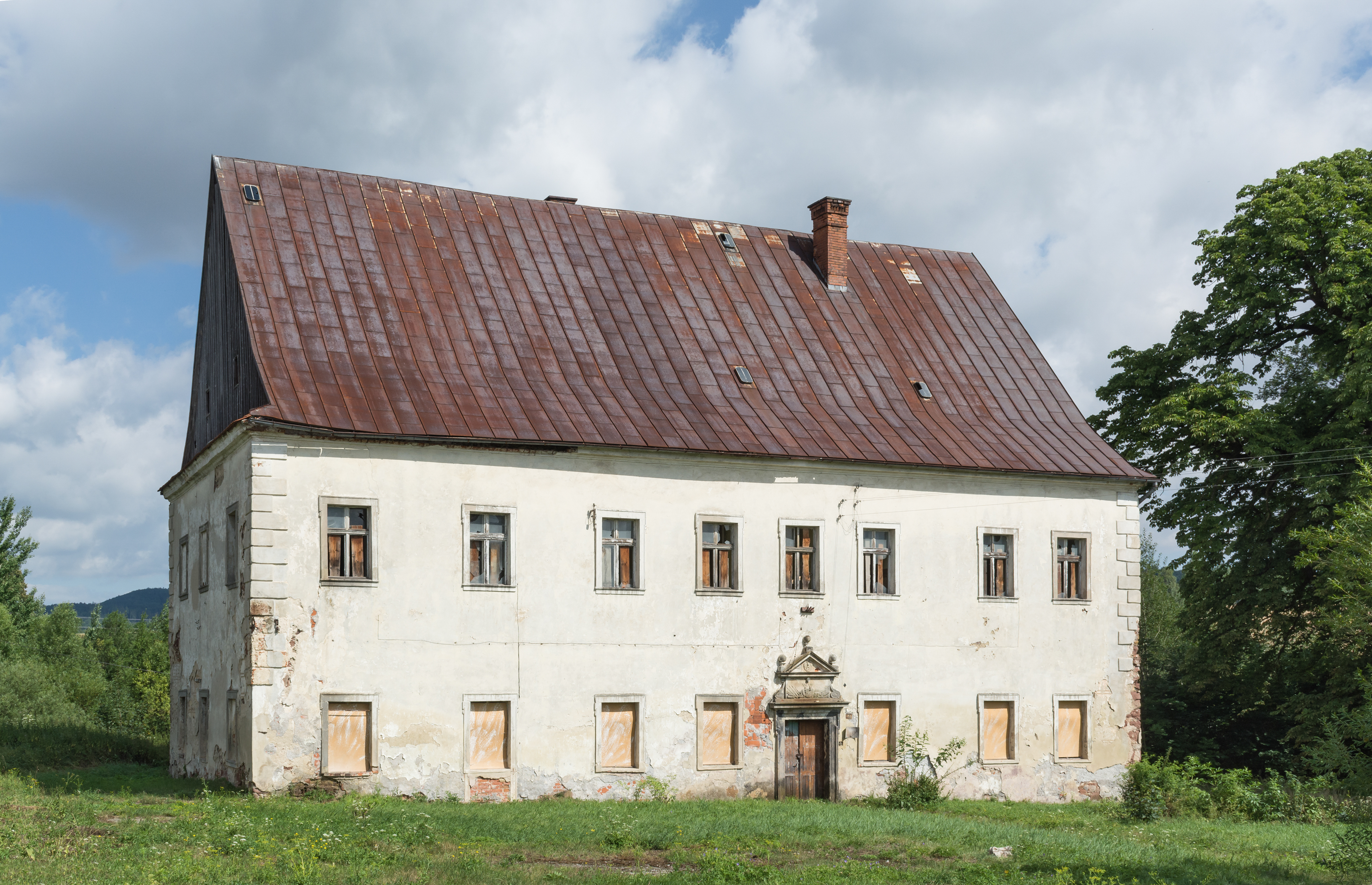
Trang viên ở Wojbórz (2015)

Trang viên ở Wojbórz (tiếng Ba Lan: Dwór w Wojborzu) là một trang viên lịch sử có từ thế kỷ 16, nằm ở ngôi làng Wojbórz, huyện Kłodzki, tỉnh Dolnośląskie, Ba Lan. Công trình kiến trúc này có tên trong danh sách di tích.

## Lịch sử
Trang viên này được gia đình quý tộc Tschischwitz xây dựng vào cuối thế kỷ 16 và trở thành trang viên đầu tiên ở làng Wojbórz lúc bấy giờ. Theo thông tin ghi trên cổng, trang viên được xây dựng lại theo phong cách Baroque vào năm 1668 và được trùng tu vào thế kỷ 19. Sau năm 1945, trang viên là trụ sở của một nông trường nhà nước. Theo quyết định của Ban bảo tồn di tích tỉnh vào tháng 10 năm 1986, trang viên được đưa vào danh sách di tích. Hiện nay, công trình kiến trúc này không được sử dụng.

## Kiến trúc
Đây là một dinh thự mang phong cách Baroque, được xây dựng trên một mặt phẳng hình chữ nhật. Dinh thự này gồm hai tầng chính, một tầng hầm và một tầng áp mái. Mặt tiền dinh thự nổi bật với tám trục chính và một cổng chào với những nét thiết kế tiêu biểu cuối thời Phục hưng. Hiện nay, phần lớn các chi tiết thiết kế trên mặt tiền được đơn giản hóa.